# Adam Żeleński z Tchórzowa
Adam Żeleński (Zieleński) z Tchórzowa herbu Ciołek (zm. ok. 1570 roku) – sędzia ziemski łukowski w latach 1556-1570.
Poseł na sejm warszawski 1556/1557 roku, sejm piotrkowski 1562/1563 roku, sejm warszawski 1563/1564 roku, sejm piotrkowski 1567 roku z województwa lubelskiego.'